# Sikorsky S-6
O Sikorsky S-6 foi um avião experimental construído no Império Russo similar ao S-5, no ano de 1911 por Igor Sikorsky.

## Projeto e desenvolvimento
A construção do primeiro S-6 iniciou em Agosto de 1911. O biplano de três lugares era motorizado por um motor Argus de quatro cilindros refrigerado a água que produzia 100 hp (100 kW). Os testes iniciais de voo no final de Novembro não foram bem sucedidos, tendo que correr na decolagem por uma grande distância e desempenho de subida ruim. Sikorsky desmontou a aeronave e levou a sua casa onde mudanças significativas foram feitas, incluindo aumentar a envergadura, reduzir o arrasto aerodinâmico ao instalar painéis de madeira para fechar a fuselagem. Os ailerons na asa de baixo foram removidos e os cabos da estrutura foram distribuídos em pares com espaçadores de madeira entre eles, reduzindo ainda mais o arrasto.

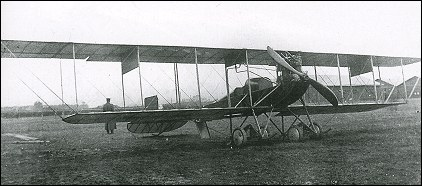
S-6-B com uma asa maior e fuselagem fechada

Sikorsky então chamou a máquina de S-6-A e sua melhoria era claramente visível Durante um voo com três pessoas a bordo, a aeronave registrou uma velocidade de 113 km/h, batendo o recorde mundial à época e em Fevereiro de 1912, o S-6-A recebeu o maior prêmio na Exibição de Aviação de Moscou em 1912.
No final da primavera de 1912, Sikorsky começou a trabalhar na Russo-Báltica como engenheiro chefe na divisão de manufatura de aeronaves. O trabalho foi iniciado em uma versão refinada do S-6-A designado S-6-B com um trem de pouso reforçado e um mecanismo que permitia acionar o motor a partir da cabine de pilotagem. Finalizado em Julho, o S-6-B foi inscrito em uma competição militar em São Petesburgo em Agosto e voado pelo próprio Sikorsky. O S-6-B atingiu uma velocidade de 113 km/h carregando uma carga de 327 kg, subiu para 1.500 m em quinze minutos e demonstrou uma autonomia de mais de 90 minutos. Ao fim da competição, no dia 30 de Setembro o S-6-B foi anunciado campeão, recebendo um pedido de mais algumas aeronaves do tipo.